# Mariko Kiplagat Kipchumba

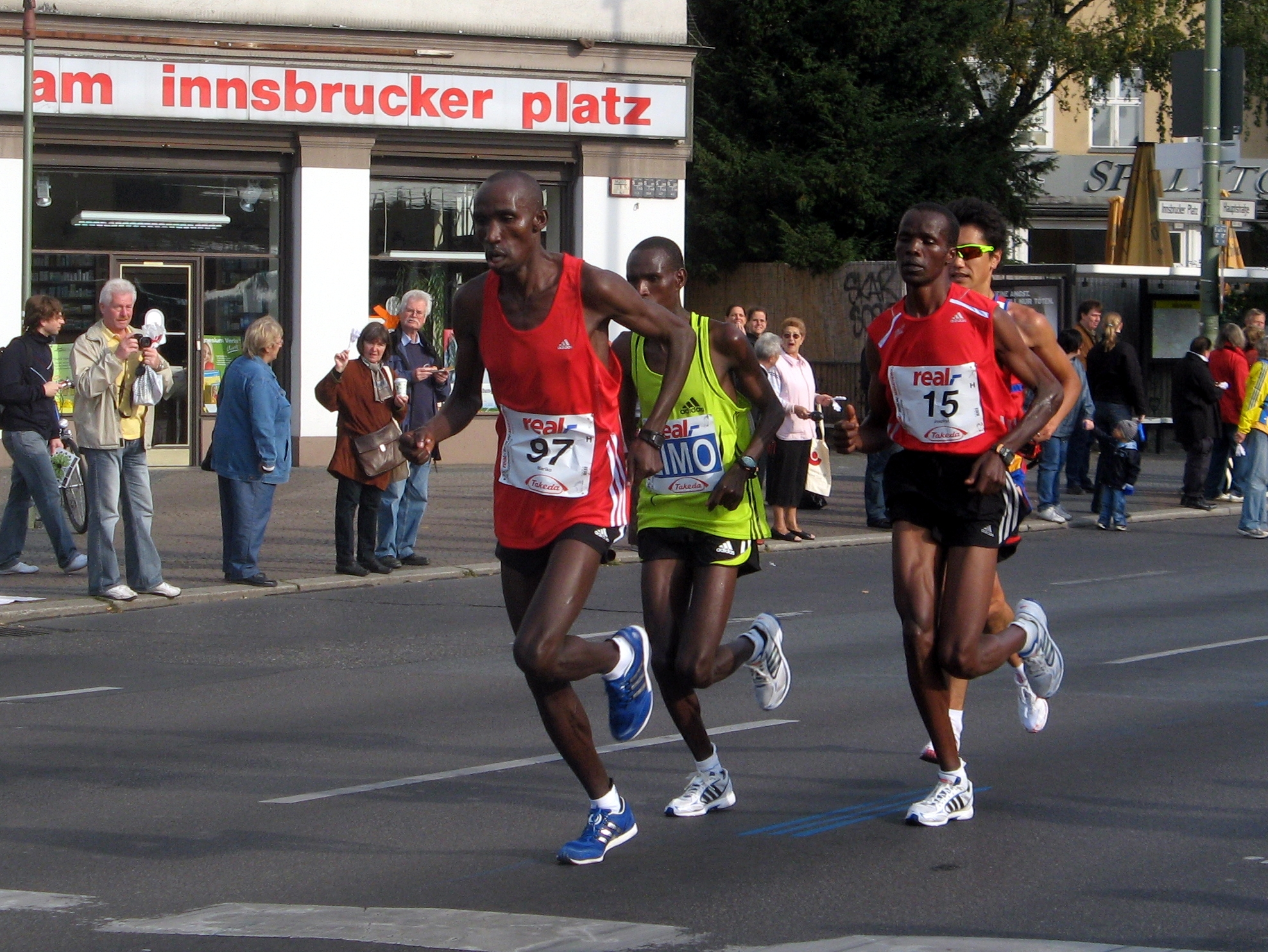
Mariko Kipchumba (vorne) beim Berlin-Marathon 2008

Mariko Kiplagat Kipchumba (* 1975) ist ein ehemaliger kenianischer Marathonläufer.

## Werdegang
2006 gewann er den Regensburg- und den Bremerhaven-Marathon, und 2007 stellte er beim Utrecht-Marathon mit 2:11:16 h einen Streckenrekord auf. 2008 wurde er Vierter beim Berlin-Marathon mit seiner persönlichen Bestzeit von 2:09:03 h und 2009 Zehnter beim Rotterdam-Marathon.
Im Oktober 2011 gewann er mit einer Zeit von 2:11:21 h den Marathon der 3 Länder am Bodensee und ist hier seitdem Halter des Streckenrekords.(Stand: Oktober 2021)
Im Januar 2014 gewann er in China mit 2:08:06 h den Xiamen-Marathon.